# 西环高架快速路
西环高架快速路是中國苏州“井”字形内环高架快速路的西段。南北走向，全长约6公里，北接新庄立交南接友新路立交，高架设计双向6车道，高架限速80 Km/h，地面道路双向4到6车道，两边各有非机动车道和人行道。西环高架快速路的南延伸是友新路高架。